# Eugongylus albofasciolatus
Eugongylus albofasciolatus är en ödleart som beskrevs av Günther 1872. Eugongylus albofasciolatus ingår i släktet Eugongylus och familjen skinkar. Inga underarter finns listade i Catalogue of Life.
Arten förekommer i nordöstra Australien i delstaten Queensland samt på Salomonöarna och på öar i Oceanien.